# Eclipse solar de 22 de setembro de 2006

Animação mostrando a trajetória do eclipse.

O eclipse solar de 22 de setembro de 2006 foi um eclipse anular e o segundo do ano. Foi visível na América do Sul, África, Antártida e Oceano Índico, sendo perceptível em maior anularidade na Guiana, Suriname, Guiana Francesa e Brasil. Teve magnitude de 0,9352 e foi o eclipse número 16 da série Saros 144. Gamma teve o valor de -0,4062.[carece de fontes?]
O ponto mais favorável à visualização do fenômeno no Brasil foi o município de Oiapoque, no estado do Amapá, onde foi visível 92% da superfície do Sol coberta pela Lua. Foi o eclipse anular mais perceptível no Brasil desde o evento de 29 de abril de 1995.

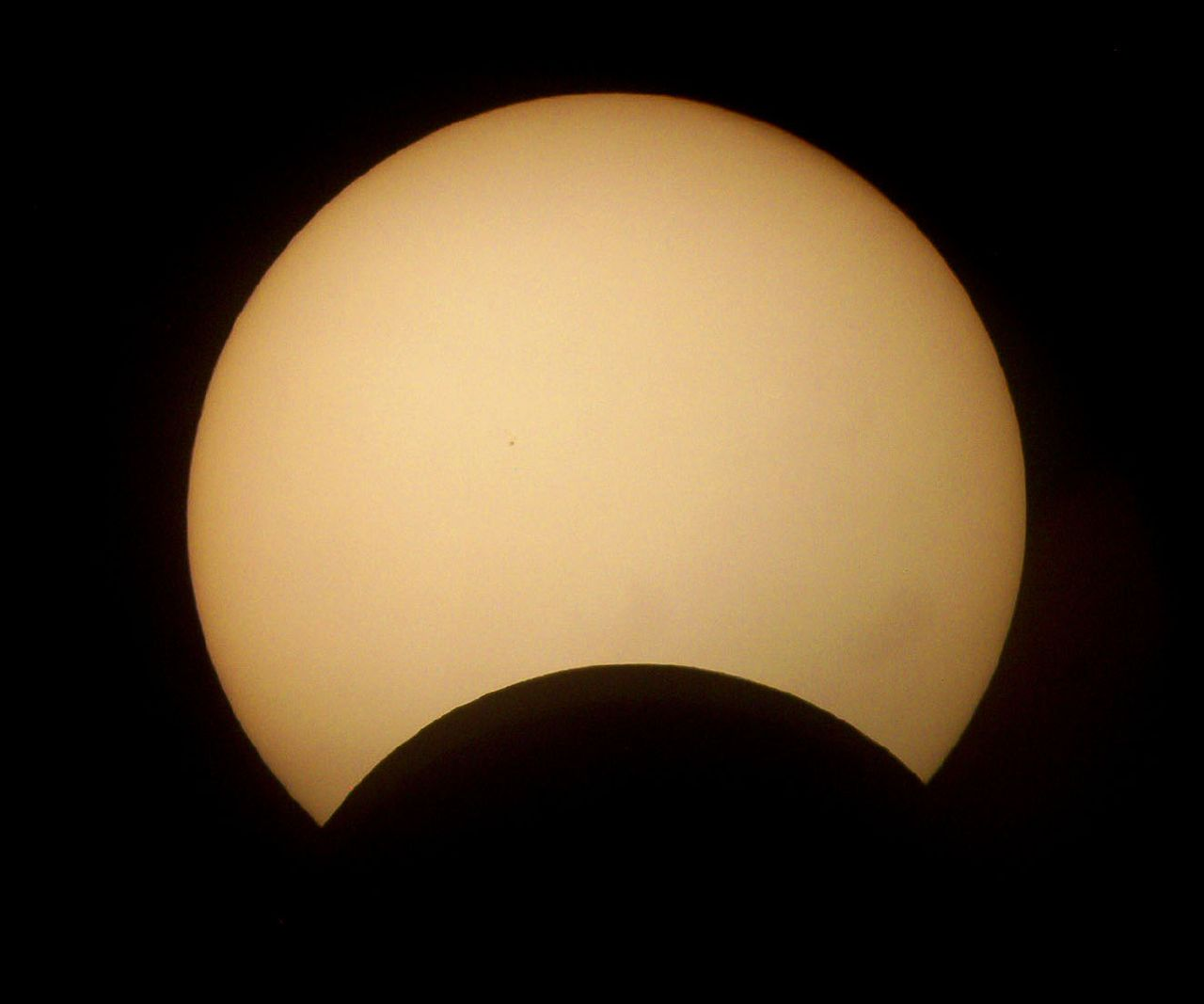
O eclipse solar sendo visto da cidade de São Paulo, Brasil.